# Monte Carlo Doualiya
Monte Carlo Doualiya (MCD) ist ein arabischsprachiger öffentlich-rechtlicher Auslandssender Frankreichs mit Sitz in Issy-les-Moulineaux. Sendegebiet sind der Nahe und Mittlere Osten sowie die Maghreb-Staaten.
MCD ist ein Tochterunternehmen der Mediengesellschaft France Médias Monde.
Von 1972 bis 2006 hieß der Sender Radio Monte-Carlo, RMC Moyen-Orient. 1996 wurde er vom damaligen Eigentümer, der Sofirad, einer vom französischen Staat getragenen Finanzierungsgesellschaft für privaten Rundfunk, an Radio France Internationale verkauft.